# Hüttenlösung (Saarland)
Als Hüttenlösung wird eine wirtschafts- und strukturpolitische Entscheidung bezeichnet, mit der um die Jahrtausendwende die Besitzverhältnisse der Stahlindustrie im Saarland neu geordnet wurden, um die Zukunftsfähigkeit der Branche zu sichern und die Arbeitsplätze in der Branche zu erhalten.

## Vorgeschichte
Gegen Ende des 20. Jahrhunderts war der Konzentrationsprozess in der saarländischen Stahlindustrie weitgehend abgeschlossen. Es existierten noch zwei bedeutende Anbieter, die Saarstahl AG mit Werken in Völklingen, Saarbrücken-Burbach und Neunkirchen sowie die AG der Dillinger Hüttenwerke in Dillingen. Bedingt durch die Stahlkrise geriet die saarländische Stahlindustrie in wirtschaftliche Schwierigkeiten, welche im Konkurs der Saarstahl AG im Jahr 1993 gipfelten.
Im Rahmen des Konkursverfahrens der Saarstahl AG wurde der Verkauf des Unternehmens an einen großen Stahlkonzern diskutiert. Allerdings war hiermit die Befürchtung verbunden, dass dieser Verkauf zu einem starken Arbeitsplatzabbau im Saarland und letztlich zu einer Schließung der saarländischen Werke führen würde.

## Montan-Stiftung Saar
Um das Ausbluten der saarländischen Stahlindustrie zu verhindern, einigten sich Landespolitik und Anteilseigner der Stahlwerke auf eine Stiftungslösung. Federführend war hier der damalige saarländische Ministerpräsident Oskar Lafontaine.
Als Ergebnis wurde im Jahr 2001 die Montan-Stiftung Saar durch die beiden Stifter Saarstahl AG und AG der Dillinger Hüttenwerke gegründet. Das Saarland brachte seine im Landesbesitz befindlichen Anteile an den Stahlwerken in diese Stiftung ein. Seitdem hält die Montan-Stiftung Saar über ihre 100%ige Tochter SHS Stahl-Holding Saar GmbH & Co. KG Mehrheitsbeteiligungen an den beiden saarländischen Stahlherstellern; zudem bestehen wechselseitige Beteiligungen zwischen Saarstahl und Dillinger Hütte, so dass die Stiftung faktisch die Kontrolle über die saarländische Stahlindustrie ausübt. Die saarländische Stahlindustrie gehört sich somit faktisch selbst.

### Stiftungszweck
Die Montan-Stiftung Saar verfolgt folgende Ziele:
- Förderung der Wissenschaft in Forschung und Lehre einschließlich des wissenschaftlichen Nachwuchses,
- Förderung von Maßnahmen der beruflichen Qualifizierung mit dem Ziel der Vermeidung von Arbeitslosigkeit,
- Förderung von Projekten des Umweltschutzes,
- Förderung und Stärkung der Unternehmen.